# Đorđe Gagić
Đorđe Gagić (en serbe : Ђорђе Гагић), né le 28 décembre 1990, à Benkovac, en Croatie, est un joueur serbe de basket-ball. Il évolue au poste de pivot.

## Palmarès
- 3e de l'Universiade d'été de 2013
- Vainqueur de la ligue adriatique 2013